# Prosdocym
Prosdocym, łac. Prosdocymus, Prosdocimus – święty katolicki, biskup.
Prosdocym był wczesnochrześcijańskim biskupem Padwy. Brak wiarygodnych źródeł historycznych opisujących jego życie. Tradycja kultu głównego patrona Padwy sięga V/VI wieku. Żywot świętego spisany został dopiero w XI/XII wieku przez nieznanego autora podszywającego się pod jego następcę na tronie biskupim Maksyma. Asumptem do powstania tego utworu było prawdopodobnie odnalezienie grobu na terenie kaplicy w bazylice św. Justyny i chęć podniesienia rangi biskupstwa przez nawiązanie do tradycji apostolskiej.
Przypuszczalnie dzierżył sakrę w III wieku gdyż już w tym okresie w Padwie żyła liczna grupa chrześcijan, a wielu męczenników tej wspólnoty zginęło w czasie prześladowań za Dioklecjana.
Jego wspomnienie obchodzone jest 7 listopada.

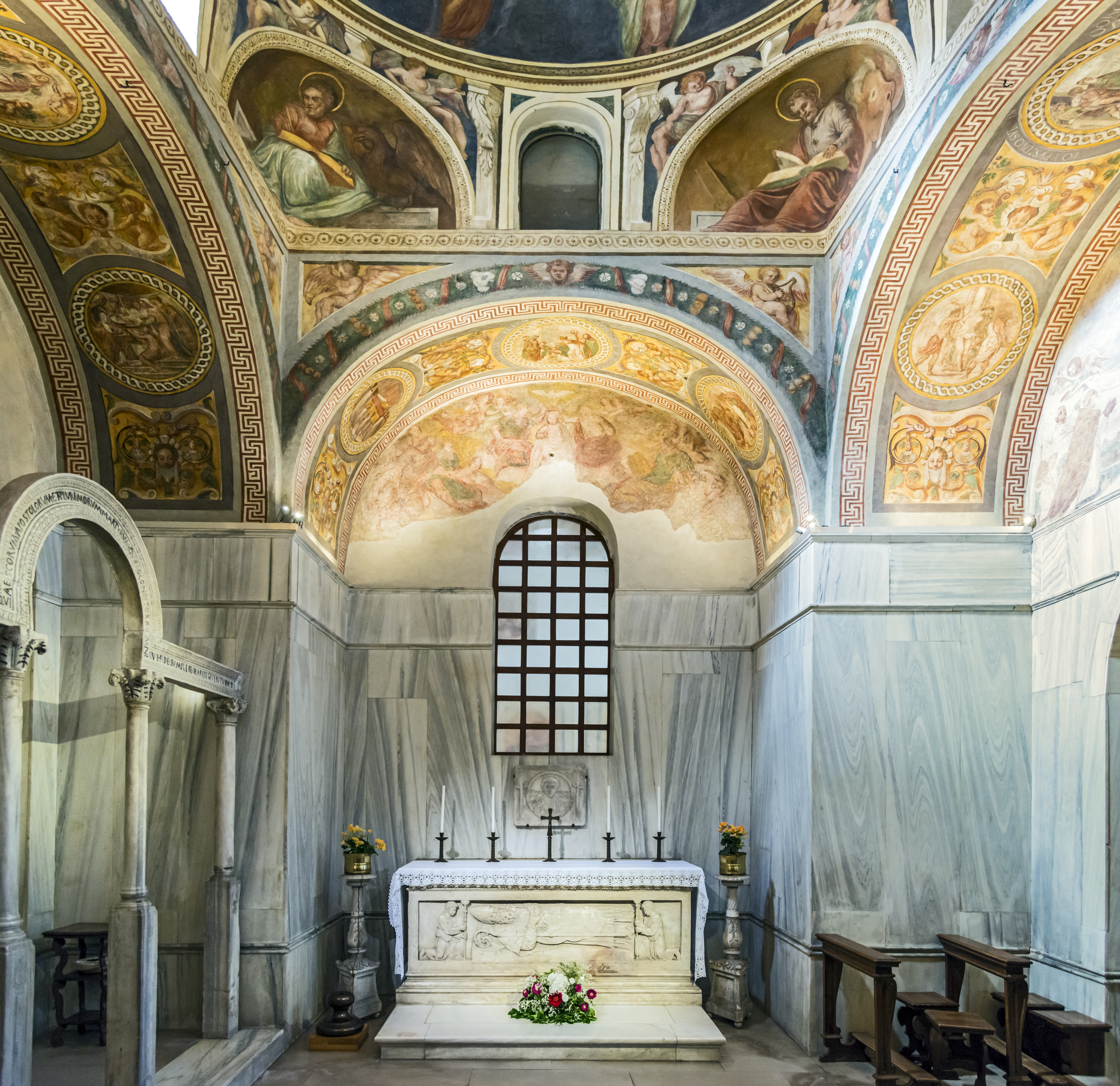
Sanktuarium San Prosdocime w Padwie
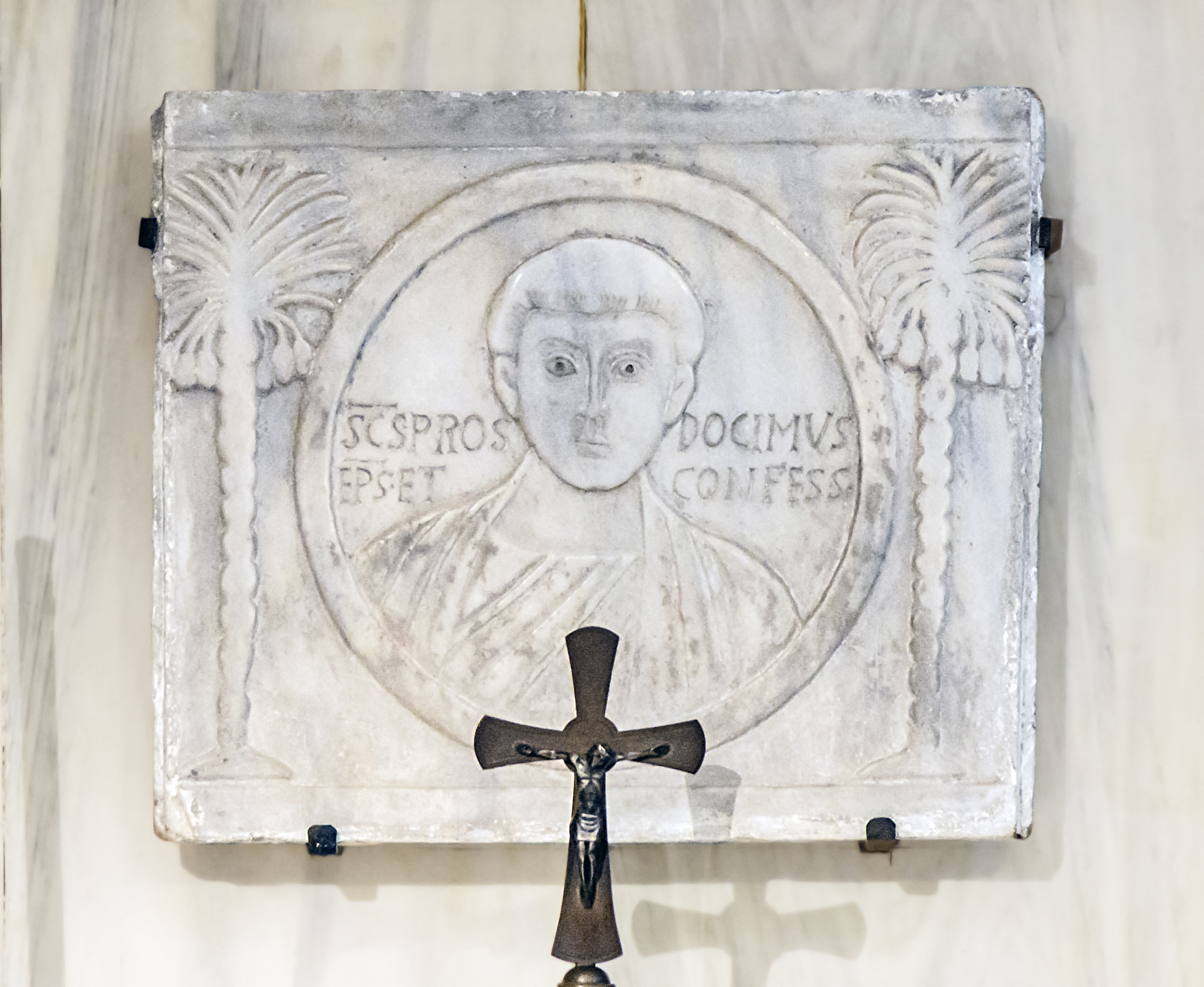
Płaskorzeźba St Prosdocime
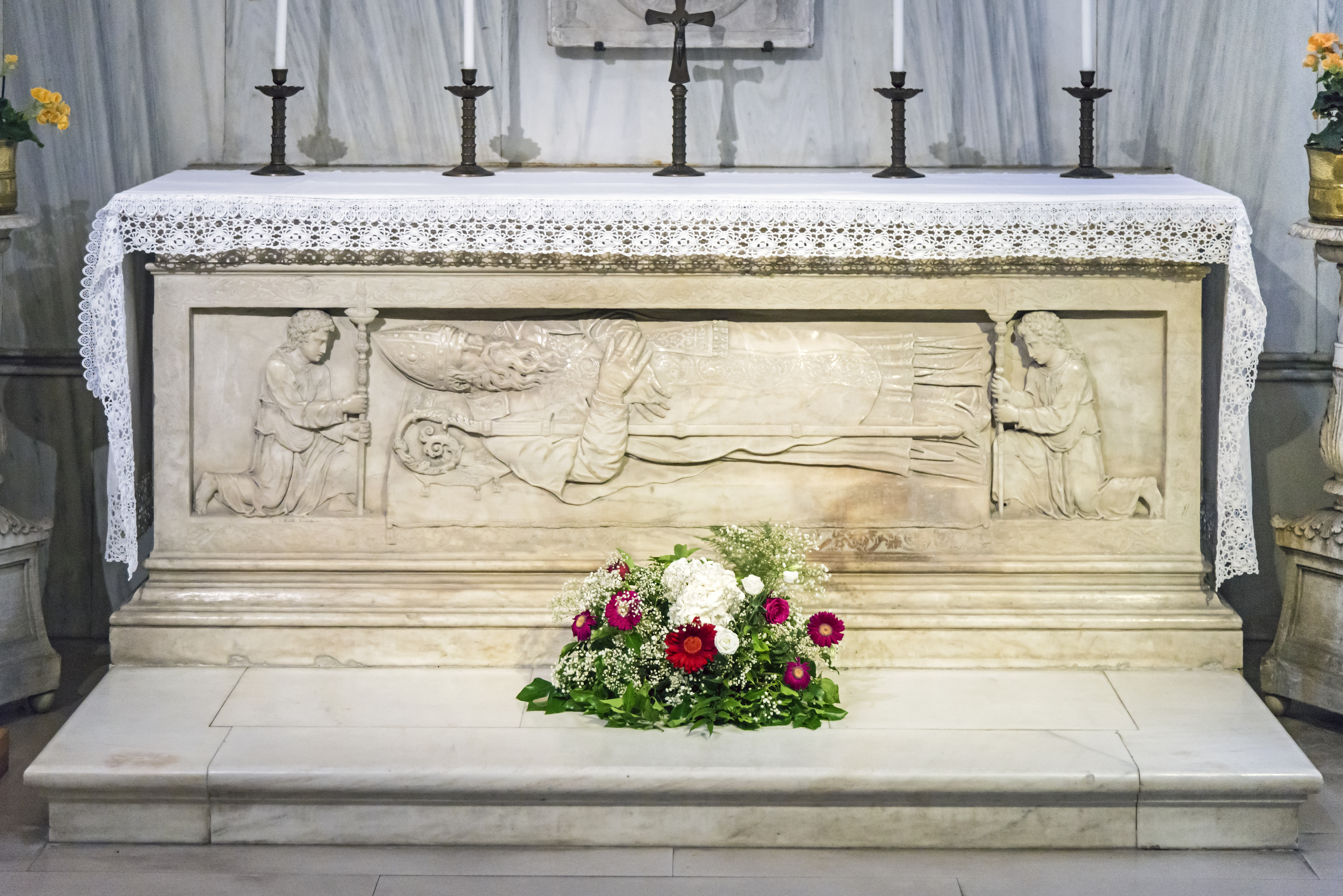
Grób